# Shikikenmon-in no mikushige
Shikikenmon-in no mikushige (jap. 式乾門院御匣 Shikikenmon-in no mikushige; zm. po 1283) – japońska poetka, tworząca w okresie Kamakura. Zaliczana do Trzydziestu Sześciu Mistrzyń Poezji. Znana także jako „Ankamon-in no Sanjō”.
Córka poety i polityka Minamoto no Michiteru. Służyła jako dama dworu księżnej Shikikenmon-in (córki cesarza Takakura) aż do jej śmierci 1151, a następnie księżnej Ankamon-in, od nich też pochodzą jej przydomki. 
Pięćdziesiąt (lub pięćdziesiąt dwa) utworów jej autorstwa zamieszczonych zostało w cesarskich antologiach poezji.